# Real Club Náutico de Calpe
El Real Club Náutico de Calpe se sitúa en el municipio de Calpe, en la provincia de Alicante (España). Desde 2013 es miembro de la Asociación Española de Clubes Náuticos.
Se fundó en junio del 1976 como Club Náutico de Calpe y en 2005 S.M. El Rey Juan Carlos I le otorgó el título de Real, pasando su denominación a ser la actual de Real Club Náutico de Calpe. Su puerto ofrece 264 amarres deportivos, para una eslora máxima permitida de 30 metros, siendo su calado en bocana de 6,5 y tiene el distintivo de bandera Azul desde 1994.

## Instalaciones
El Club consta de un total de 264 amarres distribuidos en 7 pantalanes, con capacidad de acoger a barcos con esloras hasta 30 m. El calado en bocana es de 6.5 metros de profundidad, en el antepuerto es de 4 m y en la dársena deportiva entre los 0.5 y los 4 metros. Los amarres cuentan con una torreta de electricidad y agua potable. Grúa con capacidad de 10 toneladas y un travelift de 35 tn. Con un especial interés por el medio ambiente, el Club ya se ha dotado de depósitos de recogida y posterior reciclaje de aceite usado, baterías, filtros y envases contaminados. También dentro del Club hay un área de carenaje de 3500 m² y talleres donde se reparan las diversas averías que se producen en los barcos. Así mismo hay un almacén, pañoles, muelle de espera, servicio de combustible (en el muelle de enfrente en la Cofradía) y un eficiente personal de vigilancia las 24 h. 
El Club cuenta con edificio social, bar-restaurante, aseo, duchas, botiquín, aparcamiento, alumbrado, teléfono público, radio, información meteorológica, biblioteca en varios idiomas, servicio de lavandería y boutique.  
Dentro del Club y en las inmediaciones existe también tiendas especializadas en la venta de embarcaciones y efectos náuticos, así como todos aquellos establecimientos públicos o privados necesarios al servicio del visitante tales como supermercados, bancos, restaurantes o ambulatorios. 
El Real Club Náutico de Calpe posee Escuela de Vela y Escuela de Buceo. 

## Premios
- Medalla de Plata de la Villa de Calpe Nou d`Octubre.
- Premio Hempel a la calidad del servicio náutico
- Premio de la Real Asamblea de Capitanes de Yate por la promoción de la Vela
- Medalla de bronce al Mérito turístico de la Diputación Provincial de Alicante, Costa Blanca
- Adaptación al Plan EMAS, primer Club Náutico en conseguirlo
- Nominados en la categoría de Calidad a los premios NOVA de la Generalidad Valenciana
- Placa de Oro de la Generalidad Valenciana al Mérito Deportivo

## Certificados
- Certificación de calidad ISO 9001:2008
- Certificación Q de Calidad Turística.
- Certificación de Medio Ambiente ISO 14001:2004
- Adaptación al Plan EMAS, primer Club Náutico en conseguirlo
- Galardón Bandera Azul. Desde el año 1994.

Las certificaciones han sido otorgadas por la empresa TÜV Rheinland Iberica Inspection, Certification and Testing, S.A. con los siguientes alcances:
- Alcance UNE ISO 9001:2008: ¨Servicio de asignación y alquiler de amarres, servicios de varadero, organización y celebración de regatas, funcionamiento Escuela de Vela, gestión de socios y atención de clientes¨.
- Alcance UNE ISO 14001:2004: ¨Servicio de asignación y alquiler de amarres, servicios de varadero, organización y celebración de regatas, funcionamiento Escuela de Vela, gestión de socios y atención de clientes¨.

## Distancias a puertos cercanos
- Club Náutico Les Basetes 3,5 km
- Club Náutico de Moraira 14 mn
- Club Náutico de Jávea 19 mn
- Club Náutico de Denia 25 mn
- P.D.Campomanes-Marina Greenwich 3 mn
- Club Náutico de Altea 6 mn

- Datos: Q6101784